# علندى ورقية
العلندى الورقية أو الفدر الورقي أو العلندة أو القعود الورقي (باللاتينية: Ephedra foliata) نوع نباتي من جنس العلندى يتبع الفصيلة العلندية.

## الموئل والانتشار
موطنها بلاد الشام ومصر والمغرب العربي. وشبه الجزيرة العربية.

## مرادفات للاسم العلمي
- (باللاتينية: Ephedra aitchisonii (Stapf) V. A. Nikitin)
- (باللاتينية: Ephedra alte Brandis)
- (باللاتينية: Ephedra asparagoides Griff.)
- (باللاتينية: Ephedra ciliata Aitch., nom. illeg.)
- (باللاتينية:                             							 								                             	Ephedra ciliata Fisch. & C. A. Mey.)
- (باللاتينية:                             							 								                             	Ephedra kokanica Regel)
- (باللاتينية: Ephedra peduncularis Boiss.)
- (باللاتينية: Ephedra polylepis Boiss. & Hausskn.)
- (باللاتينية: Ephedra rollandii Maire)
- (باللاتينية: Ephedra ciliata var. polylepis (Boiss. & Hausskn.) Riedl)
- (باللاتينية: Ephedra foliata var. aitchisonii Stapf)
- (باللاتينية:                             							 								                             	Ephedra foliata var. ciliata (Fisch. & C. A. Mey.) Stapf)
- (باللاتينية: Ephedra foliata var. polylepis (Boiss. & Hausskn.) Stapf)